# Шлык, Сергей Владимирович
Сергей Владимирович Шлык (19 марта 1966 года, Ростов-на-Дону) — врач-кардиолог, доктор медицинских наук, профессор. Ректор Ростовского государственного медицинского университета с 2012 года.

## Биография
Сергей Владимирович Шлык родился в Ростове-на-Дону 19 марта 1966 года.
В 1983 году окончил среднюю школу № 95 города Ростова-на-Дону с золотой медалью. В этом же году поступил в Ростовский ордена Дружбы народов медицинский институт на лечебно-профилактический факультет, который окончил с отличием в 1989 году. Медицинское образование дополнил юридическим — в 2005 году окончил юридический факультет Северо-Кавказской академии государственной службы.
В 1989—1991 гг. обучался в ординатуре по специальности «Внутренние болезни» в Ростовском ордена Дружбы народов медицинском институте. В 1991 году поступил в аспирантуру по специальности «Внутренние болезни», окончил досрочно.
В 1992—2000 гг. — ассистент, в 2000—2001 гг. — доцент кафедры внутренних болезней № 1 Ростовского государственного медицинского университета.
В 1992 году защитил кандидатскую диссертацию на тему «Функциональные взаимосвязи гемодинамики, обмена форм воды и транспорта кислорода в крови у больных с различным клиническим течением инфаркта миокарда», в 1999 — докторскую диссертацию на тему «Клинико-патогенетическое значение изменений транспорта кислорода, окислительного метаболизма и водного обмена при сердечной недостаточности». В 2002 году присвоено учёное звание «доцент», а в 2005 — «профессор». В 2001—2004 гг. работал в должности доцента, а в 2004—2008 гг. — профессора кафедры внутренних болезней № 1 Ростовского государственного медицинского университета. С 2008 года по 2013 год заведовал кафедрой терапии ФПК и ППС ФГБОУ ВО «Ростовский государственный медицинский университет».
С 2001 по 2012 год работал заместителем министра здравоохранения Ростовской области. С 2009 по 2012 года — главный кардиолог Ростовской области, с 2014 года по настоящее время — главный кардиолог Южного федерального округа.
С 28 ноября 2012 года исполнял обязанности ректора Ростовского государственного медицинского университета. 29 октября 2013 года на Конференции научно-педагогических и других категорий работников, студентов университета Сергей Владимирович Шлык избран ректором Ростовского государственного медицинского университета.

## Научная деятельность
Сфера научных интересов — терапия, кардиология, эпидемиология, медико-экономический анализ. За время работы в университете подготовил 7 кандидатов медицинских наук (Гарина И. А. и др.), консультировал работы 2 докторов медицинских наук. Врач высшей врачебной категории. Член Европейского общества кардиологов.

### Труды
С. В. Шлык имеет 11 патентов на изобретения, является автором около 230 печатных работ, включая:
- Монография «Метаболические аспекты внутриутробной гипоксии плода при сердечно-сосудистой патологии у беременных». 2008. Ростов-на-Дону. Издательство: РостГМУ Росздрав.
- Гарина И. А., Хаишева Л. А., Шлык С. В., Линник А. С., Гончарова О. Н. Изменения микроциркуляторного русла у пациентов с артериальной гипертензией в зависимости от длительности заболевания // Материалы IX Съезда кардиологов Юга России «Современные проблемы и нерешенные вопросы сердечно-сосудистой патологии». — Ростов-на-Дону. — 2010.
- Гарина И. А., Хаишева Л. А., Шлык С. В., Линник А. С. Влияние длительности артериальной гипертензии на микроциркуляторное русло // Материалы Российского национального конгресса кардиологов 5-7 октября 2010 г. Приложение к журналу «Кардиоваскулярная терапия и профилактика». — 2010.
- Гарина И. А., Хаишева Л. А., Шлык С. В., Бекетов П. А., Девришбекова З. М., Разумовский И. В. Факторы ангиогенеза у пациентов с артериальной гипертонией и ассоциированными клиническими состояниями почек // Материалы Х Всероссийского Конгресса по Артериальной Гипертонии.

## Санкции
6 марта 2022 года после вторжения России на Украину подписал письмо в поддержу российской агрессии. С 9 июня 2022 года находится под персональными санкциями Украины за поддержку войны. Также был внесён ФБК в список коррупционеров и разжигателей войны за поддержку нападения на Украину, 16 марта 2022 года форумом свободной России внесён в «Список Путина» и доклад «поджигателей войны» с предложением введения против него международных санкций.

## Семья
Сергей Шлык женат, имеет сына и дочь.

## Награды
- Медаль ордена «За заслуги перед Отечеством» II степени (14 июня 2023) — за вклад в развитие здравоохранения, медицинской науки, подготовку квалифицированных специалистов и многолетнюю добросовестную работу[6].

- Распоряжением Президента Российской Федерации от 1 февраля 2021 года была объявлена благодарность за заслуги в области здравоохранения и многолетнюю добросовестную работу[7].